# Pinot blanc

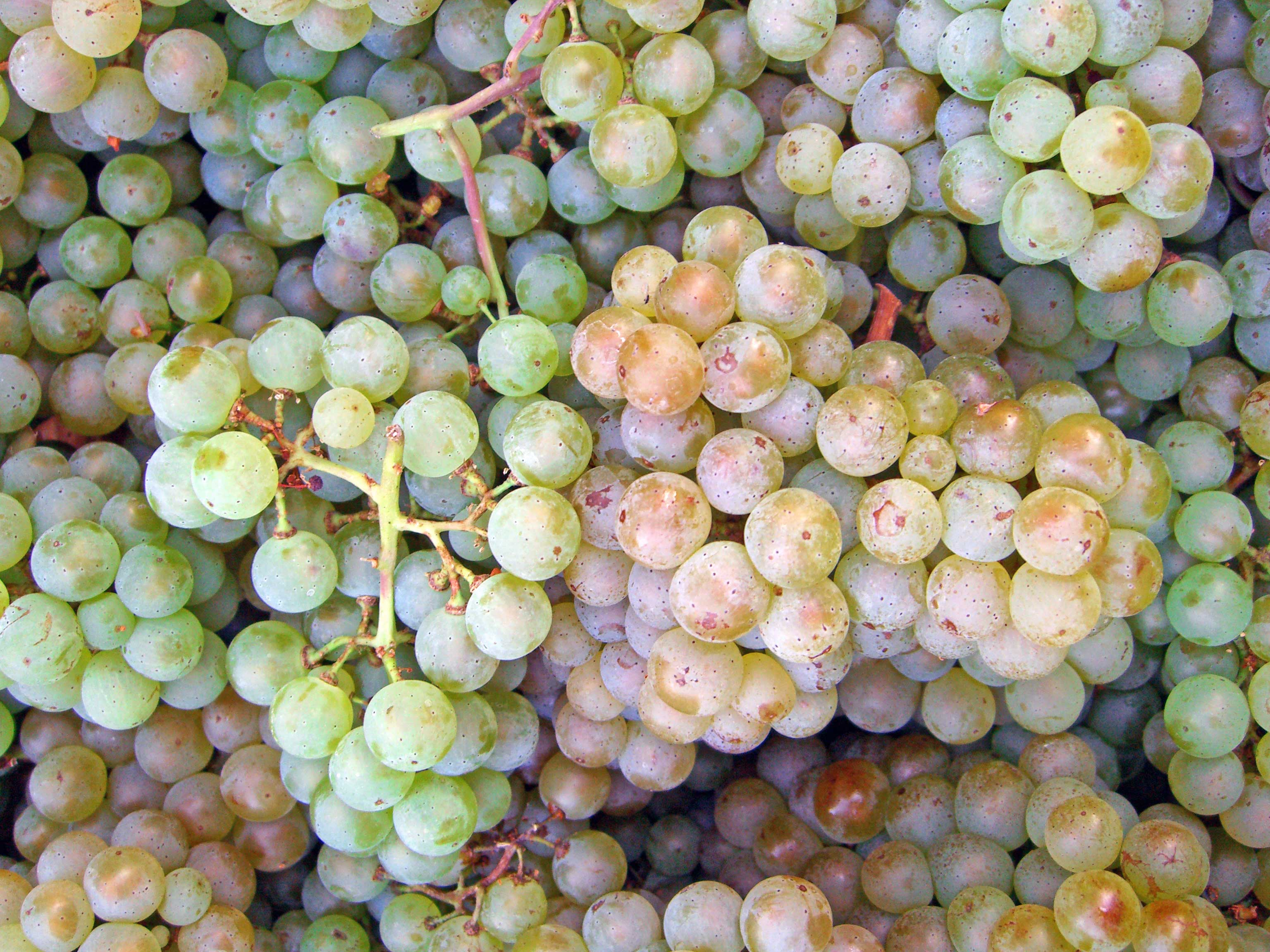
Racimos de pinot blanc.

La pinot blanc es una variedad de uva (vitis vinifera). Es producto de una mutación genética de la pinot gris, que a su vez es una mutación de la pinot noir.

## Origen y regiones

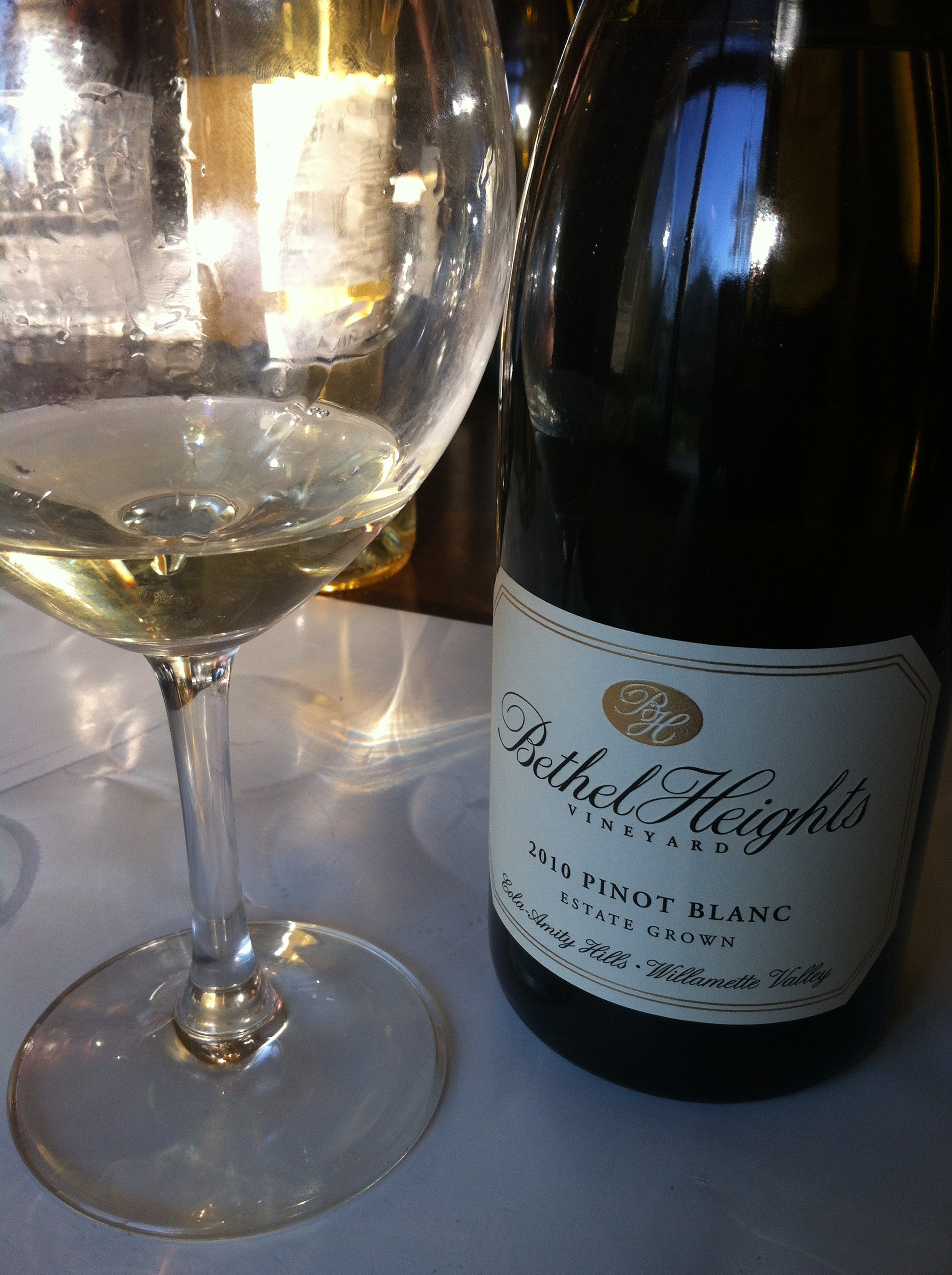
Un vino pinot blanc de Oregón.

En Alsacia (Francia), Alemania, Luxemburgo, Italia, Hungría, República Checa y Eslovaquia se produce un vino con cuerpo de esta variedad. En el año 2000 había 1300 ha de pinot blanc en Francia, La mayoría de las plantaciones francesas están en Alsacia, donde se usa la variedad para vinos sin gas y para el vino espumoso de la AOC Crémant d'Alsace. Aunque a veces se crea así, los vinos de la AOC Alsace no siempre están hechos completamente de pinot blanc. Más bien, la designación abarca a vinos hechos con las variedades pinot blanc, auxerrois blanc, pinot gris y Pinot noir (vinificado blanco, sin poner al mosto en contacto con las pieles). No obstante, lo más común es una mezcla entre pinot blanc y auxerrois blanc. Los vinos con cuerpo de pinot blanc alsacianos tienen notas a especias y a ahumado, así como una acidez moderada aportada seguramente por la variedad auxerrois blanc.
Históricamente, la pinot blanc ha sido usada tanto para los vinos franceses de Borgoña y de Champaña, y sigue cultivándose en ambos lugares.
En Alemania, donde es conocida como Weißer Burgunder o Weißburgunder, había 5747 ha de pinot blanc en 2019. Los ejemplares más intensos se hacen en las regiones vitivinícolas de Baden y el Palatinado.
En los Estados Unidos se encucentra sobre todo en California. En los Estados Unidos, muchas vides llamadas pinot blanc son realmente la variedad melón de Borgoña/muscadet. Este error fue descubierto a mediados de la década de 1980 por un enólogo francés que examinó los esquejes mientras visitaba la Universidad de California en Davis, y ahora la pinot blanc auténtica plantada proviene de viveros. Esta uva también crece en Australia y Hungría.
En Canadá, la pinot blanc es usada a menudo para hacer vino helado. El valle del Okanagan de Canadá ha ganado reputación por su pinot blanc.
En Italia, es una cepa complementaria en la DOC Alto Adige, Breganze, Castel del Monte, Colli Berici, Colli Bolognesi, Colli del Trasimeno, Colli dell'Etruria Centrale, Colli di Conegliano, Colli di Faenza, Colli di Scandiano e di Canossa, Colli Orientali del Friuli, Collio Goriziano, Contea di Sclafani, Franciacorta, Friuli Annia, Friuli Aquileia, Friuli Grave, Friuli Isonzo, Friuli Latisana, Garda, Garda Colli Mantovani, Lison Pramaggiore, Vini del Molise, Montello e Colli Asolani, Vini del Piave, Piemonte, Recioto di Soave, Salice Salentino, Soave, Terlano, Terre di Franciacorta, Trentino, Trento, Valdadige y Valdichiana. Está recomendado en 43 provincias y autorizado en 23 provincia. En Italia, el pinot blanc cubre 6.800 hectáreas. Puede ser uno de los componentes del vino Vin Santo.

## Parentesco con otras variedades
Durante varias pruebas entre 1930 y 1935, la pinot blanc fue cruzada con la riesling para crear la uva italiana blanca manzoni bianco.

## Vinos
En Alsacia, Alemania, Italia y Hungría, el vino producido con esta uva es un blanco seco con cuerpo, mientras que en Alemania y Austria pueden ser dulces o secos. El vino de pinot blanc de Alsacia se asemeja al de chardonnay.
En Francia la uva se ensambla a menudo con klevner (de la familia pinot) y auxerrois para darle un gusto más alsaciano.

## Sinónimos
La pinot blanc es conocida también como ag pino, arbst weiss, arnaison blanc, arnoison, auvernas, auvernat, auxerrois, beli pinot, beyaz burgunder, biela klevanjka, bijeli pino, blanc de Champagne, bon blanc, borgogna bianca, borgogna bianco, borgognino, borgoña blanco, borgonja bela mala, boronja malo zrno, burgunda, burgundac, burgundac beli, burgundac bijeli, burgunder blan, burgunder weiss, burgunder weisser, burgundi, feher, burgundi kisfeher, burgundr, burgundske biele, burgundske bile, chardenay, chardenet, claevner, clevner, daune, epinette, epinette blanche, feher burgundi, feher kisburgundi, feher klevner, feherburgrurdi, feherburgundi, fin plant dore, gentil blanc, grauer burgunder, grossburgunder, kisburgundi feher, klaevner weisser, kleinedel, kleinedel, weisser, kleiner weiss, klevanjka bijela, klevner, klevner weiss, moreote variete blanche, morillon blanc, noirien blanc, pineau, pineau blanc, pineau blanc vrai, pino belyi, pino blan, pino na vino, pinot, pinot bianco, pinot bianco verde, pinot bijeli, pinot blanc d'Alsace, pinot blanc vrai, pinot branco, pinot doux, pinot verde	plant de la dole, plant dore, roci bile, rouci bile, rulaender weiss, rulandske biele, rulandske bile, rulandsky bile, spaetburger dore, spaeter weisser burgunder, veiser burgunder, vejser burgunder, vert plant, veyser, burgunder, veyser burqunder, weis silber, weiss elder, weiss klevner, weissarbst, weissburgunder, weissclaeven, weissclevener, weisseer rolaender, weisser arbst, weisser burgunder, weisser klaevner, weisser klevner, weissgelber klevner, weissklaevler y weissklerner.